# Ивкович, Александр Ефимович
Александр Ефимович Ивкович (серб. Александар Ј. Ивковић, 2 февраля 1894, Одесса — 3 мая 1969, Белград) — русский издатель, бизнесмен и художник комиксов. Крупнейший издатель комиксов в королевстве Югославия.
В его журналах «Мика Миш», «Забавник», «Робинзон», «Маленький забавник Мика Миш», «Маленькая библиотека Мика Миш», «Веселый забавник», «Тарцан» выходило большинство работ русских художников эмигрантов в Белграде.

## Биография
Настоящая фамилия Александра Ивковича не известна. Фамилию взял (официально в 1934 году) от жены сербки Даринки Ивкович, на чье имя и открыл свое первое успешное предприятие в Королевстве Югославия — фотоцинкографию «Рус».
Самый крупный издатель комиксов на Балканах. Всего с 1936 по 1941 годы Александр Ивкович открыл девять журналов (включая и тематические вкладыши). На базе фотоцинкографии «Рус» за четыре месяца 1936 года он начинает выпускать несколько специализированных журналов — «Забавник», «Робинзон» «Малый забавник Микки Маус» (Мали Забавник Мика Миш) «Маленькая библиотека Микки Маус» (Мала библиотека Мика Миш). В начале 1937 года открывается еще один журнал — «Весели забавник», а в марте 1938 года — журнал «Тарцан».
Самым известным журналом в Королевстве Югославия, который войдет в историю европейского комикса, будет журнал «Мика Миш» (так звучал тогда сербский вариант имени Микки Маус). Созданный в марте 1936 года, журнал объединит под своей обложкой всех художников, которые начали работать в новом жанре. Множество русских художников-эмигрантов работали для журнала, Юрий Лобачев, Николай Навоев, Сергей Соловьёв, Константин Кузнецов, Алексей Ранхнер, Иван Шеншин, а также югославские художники Джордже Джука Янкович, Мича Димитриевич. Редактором журнала был кинематографист Милутин С. Игнячевич. В то же время, Ивкович с бельгийским издателем Ладиславом Шандором Лустигом открыл специализированное предприятие «Universum Press» для дистрибуции комиксов за рубежом. В 1939 году Милутин С. Игнячевич начал печатать собственный журнал «Микијево царство». С 4 апреля 1941 года, в связи с войной, издание журналов Ивковича прекратилось.
В период оккупации выпускать журналы было сложно: вся издательская деятельность в Югославии регулировалась указом военного коменданта страны «О печати» от 20 мая 1941 года, согласно которому все издательства подчинялись Агитационному отделению Юго-Восток (Propagand abtaeiling Sudost). Ивкович все же предпринял попытку выпускать журнал: 8 октября 1941 года на белградских киосках появился 505 номер журнала «Мика Миш». Но американские и английские комиксы, которые были в журнале, не пришлись по вкусу тогдашним властям и журнал «Мика Миш» был запрещен.
После войны Ивкович сделал попытку вернуться к жанру графического романа: в 1945 году он пытается возродить журнал «Весели забавник», но безуспешно, и в дальнейшем занимается в основном делами издательства «Universum Press». Умер Александр Ивкович в Белграде в 1969 году и похоронен на Новом кладбище в Белграде.